# Jarkowo (Bartoszyce)
Pour les articles homonymes, voir Jarkowo.
Jarkowo est un village polonais de la voïvodie de Varmie-Mazurie, dans le powiat de Bartoszyce.